# Bassano (Alberta)
Pour les articles homonymes, voir Bassano.
Bassano est une ville (town) du comté de Newell, situé dans la province canadienne d'Alberta.

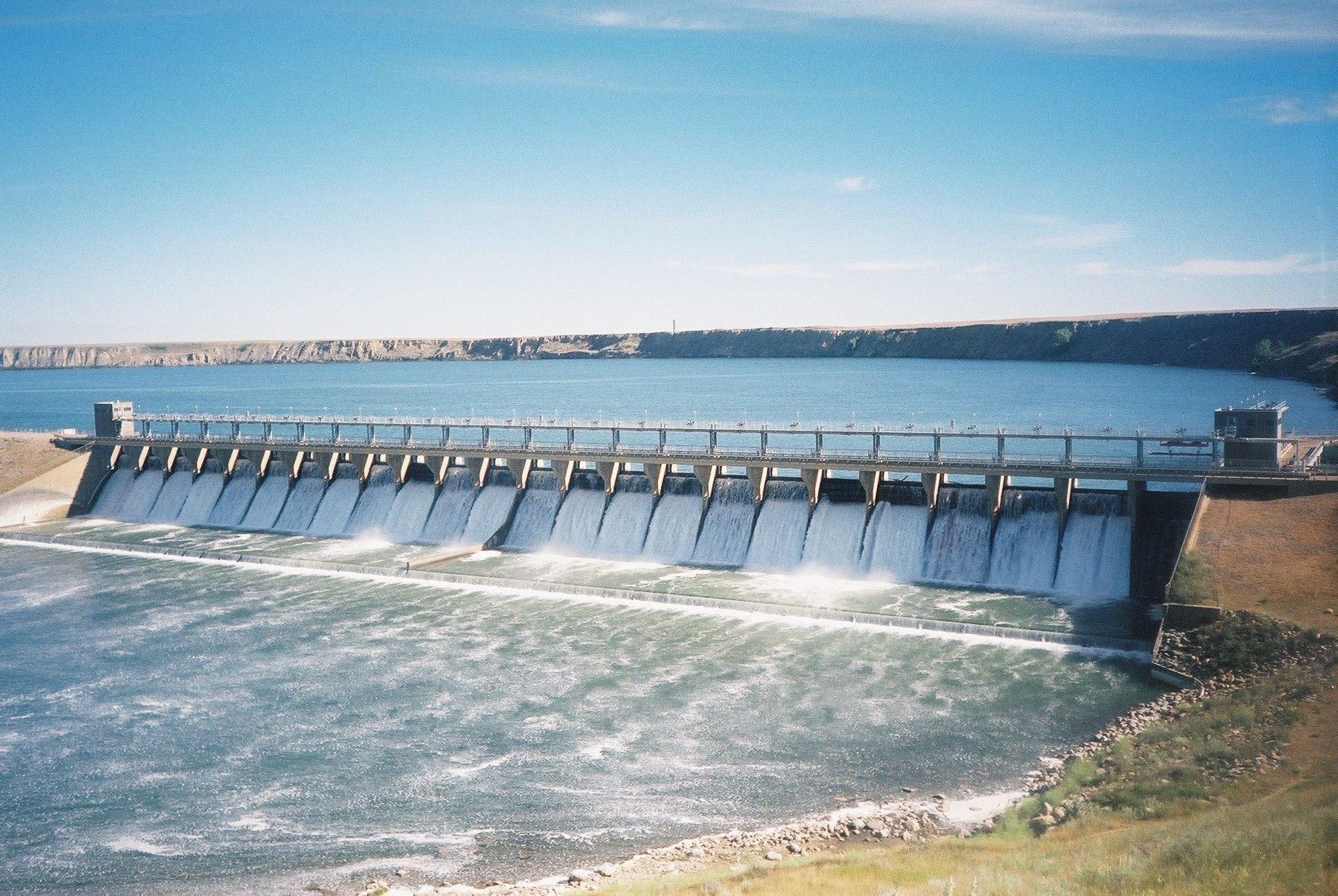
Barrage de Bassano

## Démographie
En tant que localité désignée dans le recensement de 2011, Bassano a une population de 1 282 habitants dans 542 de ses 585 logements, soit une variation de -4.7% avec la population de 2006. Avec une superficie de 5,156 8 km2, la ville possède une densité de population de 248,603 8 hab/km2 en 2011.
Concernant le recensement de 2006, Bassano abritait 1 345 habitants dans 530 de ses 554 logements. Avec une superficie de 5,156 8 km2, la ville possédait une densité de population de 260,8 hab/km2 en 2006.
| 2001  | 2006  | 2011  | 2016  |
| ----- | ----- | ----- | ----- |
| 1 320 | 1 345 | 1 282 | 1 206 |